# Georg Moller

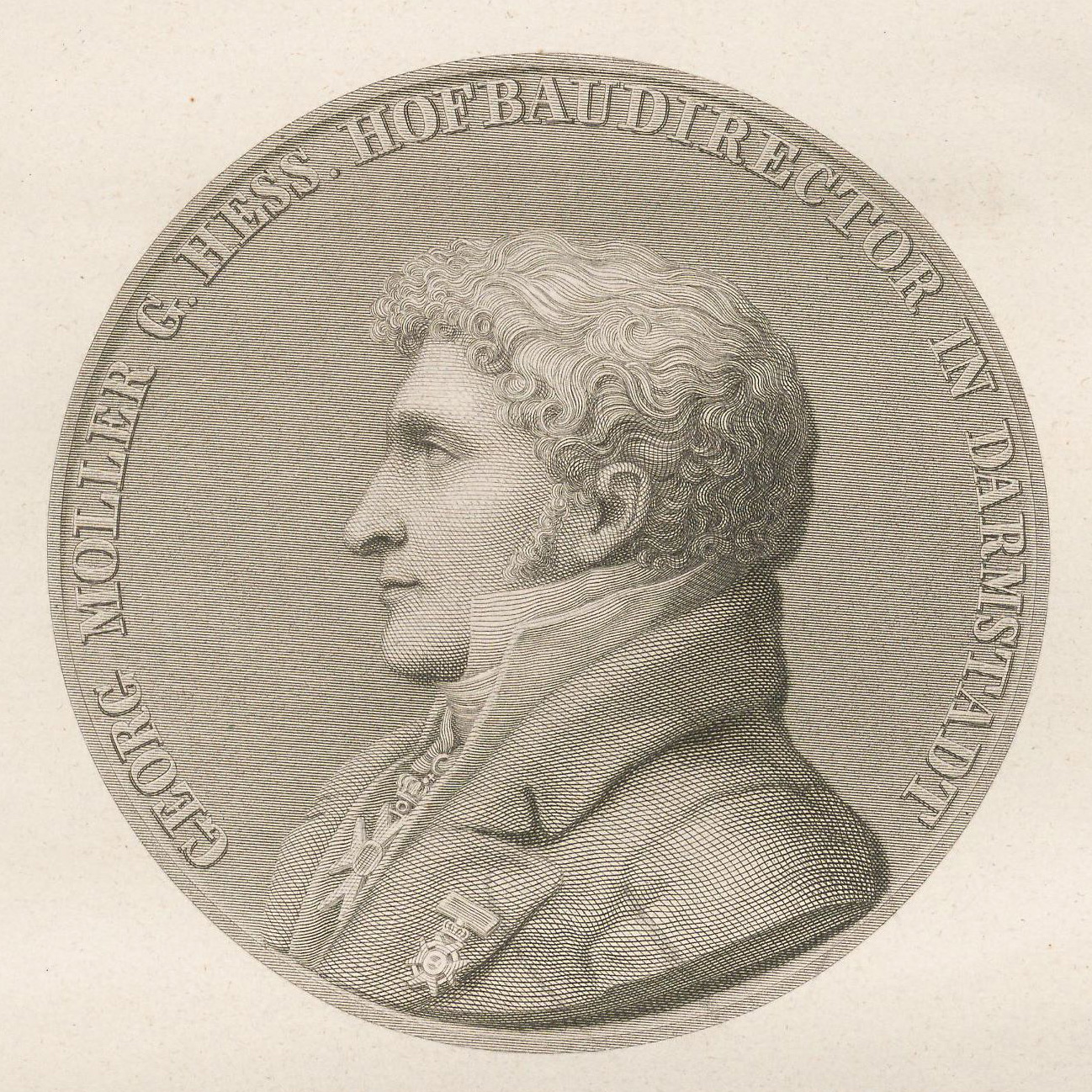
Georg Moller

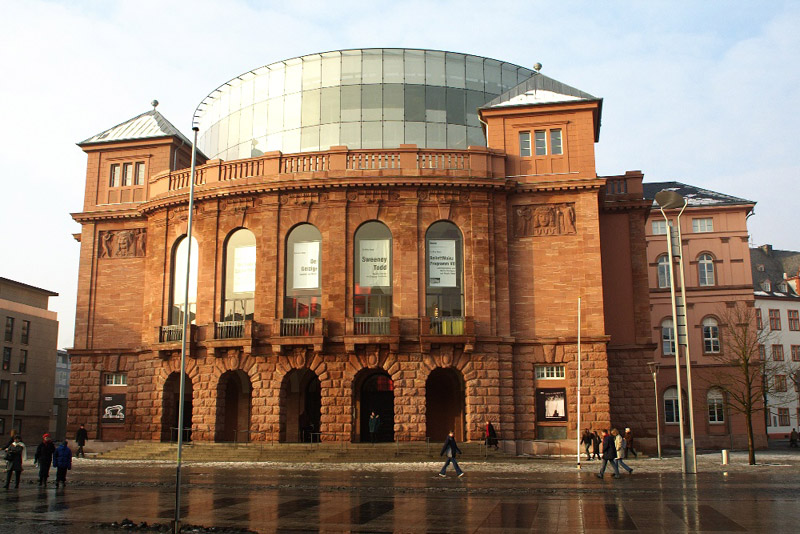
Staatstheater Mainz.

Georg Moller, född 21 januari 1784 i Diepholz, död 13 mars 1852 i Darmstadt, var en tysk arkitekt.
Moller utbildade sig under resor i Italien och blev efter sin återkomst hovbyggmästare i storhertigdömet Hessen. Han uppförde nya hovteatern i Darmstadt, likaså den nya teatern i Mainz, residenset i Wiesbaden med mera. Han var den, som hittade originalritningen till Kölnerdomen. Den förnämsta av hans skrifter var Denkmäler deutscher Baukunst (två band, 1815-1831; tredje bandet av Gladbach, 1845).